# Vívóakciók
A vívóakciók a vívósportban általánosan használt mozdulatok, mozdulatsorok megértésére az alábbiakban vázoltak szolgálnak.
Az ellenfelek váltakozva védekeznek és támadnak. Amennyiben találat esik, a bíró megállítja a küzdelmet, meghatározza az eseményt és eldönti, hogy a találat pontértékű-e és ki kapja. A megtámadott vívó védi magát, ami egy mozdulatsort takar, mely elhárítja az ellenfél pengéjét, mire a támadó fél választámadással válaszol.
A vívók megkísérlik biztonságos távolban tartani magukat ellenfelüktől, hogy elkerüljék a támadást. Azután az egyik fél megtöri ezt a biztonságos távot és előnyt kíván szerezni a támadásból. Időnként a vívók áltámadást intéznek, hogy eltereljék ellenfelük figyelmét a valós támadásról.
Amint az események gyorsasága megszokottá válik, a taktika és a stratégia egyre nyilvánvalóbbá válik, a szemlélő megérezheti a vívásban rejlő ravaszságot.

## Az egyes akciók megnevezése és rövid leírása
- Támadás
- szúrás
- vágás

kitörés
ugrás (előre, hátra)
csúsztatás
megtorpanás
- Fless (francia)

Gyors, lerohanásszerű támadás.
- Parád (francia)

Védés. Vannak fej (külső, belső arc), oldal-, mell- és hasvágások/szúrások (kardban és párbajtőrben) és az utóbbi testrészre szúrások (tőrben). E támadásoknak megfelelően vannak a védések. A vívásnál előforduló védések a következők:
-Prím: védi a testnek egész belső oldalát és a kart belül.
-Szekund: védi az oldalt és a kart alul.
-Terc: védi az arc külső oldalát és a kart kívül.
-Kvart: védi a belső arcoldalt, a mellet, a hasat és a kart belül.
-Kvint: védi a fejet (szúrások ellen is használható).
-Szext: védi a külső arcoldalt és a mellet.
-Szeptim:
-Oktáv: védi a külső oldalt alul.
-Szert: védi a fejet.
- Riposzt (francia)

Visszatámadás. Pl.: Filo (francia) riposzt.
- Kontratámadás (francia)

Átvett támadás. Az egyik vívó támadásban van. A másik vívó tempóelőnybe kerül, és átveszi a támadást.
- Kontrariposzt (francia)

A riposzt védése, visszatámadása.
- Rimessza (francia)

Megismételt támadás.
- Együttes találat

Elméletben az együttes találat a bíró által megítélt különbség a támadás és a védekezés között. A különbség akkor lényeges, ha az együttes találatnál mind a zöld, mind a piros lámpa kigyullad. A tus győztese az a vívó, akit a bíró szerint támadásban volt, amikor a lámpa kigyulladt.
A párbajtőrben nem alkalmazzák az együttes találat ilyen pontozását a fegyvernem párbaj eredetére való tekintettel. Aki először talál, az kapja a pontot. Az egyszerre történő találatnál, amely a másodperc 1/25-én belül történik, mindketten tust kapnak. Azonban mégis fontos a hangjelzés a párbajtőrben is, minthogy a teljes testfelület találati cél.
- Tempó

„Tempón a vívásban a cselekvésre alkalmas időpontot értjük. Azt a pillanatot, ami az ellenfél fizikai vagy pszichikai „tehetetlensége” révén jön létre. A tempó röpke, esetenként és egyénenként változó időtartamú átmeneti állapot, ami akarata ellenére minden vívónál előfordul. A tempót fizikai és pszichikai momentumok szolgáltatják. A versenyzőt egyik esetben csökkenő figyelme vagy más irányú koncentrációja, másik esetben saját megkezdett, de be nem fejezett mozgása, illetve mozgásának holtponthoz közeli helyzete teszi képtelenné a reagálásra.
Ha az ellenfél megmozdulásainkat egyáltalán nem, vagy csak elkésve érzékeli, s ezért nincs ideje arra, hogy ellene tehessen, pszichikai, ha mozgása olyan fázisában lepjük meg őt, amelyben tehetetlenségénél fogva ellenkező irányú, értelmű, előjelű mozgásra már képtelen, fizikai tempóról beszélünk.”
A tőr- és kardvívás talán legnehezebben leképezhető fogalma a támadási jog szabálya. Ezt a szabályt a két vívó nyilvánvalóan együttes támadása esetére hozták létre.